# Список об'єктів Світової спадщини ЮНЕСКО у Ватикані
У списку об'єктів Світової спадщини ЮНЕСКО у Ватикані міститься 2 об'єкти (станом на 2015 рік). 
У наведеній таблиці об'єкти розташовані у порядку їх внесення до списку Світової спадщини ЮНЕСКО.
| № | Зображення | Назва | Розташування              | Час створення   | Рік внесення до списку | №                                                  | Критерії           |
| - | ---------- | --- | ------------------------- | --------------- | ---------------------- | -------------------------------------------------- | ------------------ |
| 1 |            | Історичний центр Риму і володіння Ватикану, включаючи базиліку Св. Павла за міськими стінами (італ. Centro storico di Roma, le proprietà extraterritoriali della Santa Sede nella città e la Basilica di San Paolo fuori le mura) | Ватикан спільно з Італією | 753 р. до н. е. | 1980—1990              | 91 [Архівовано 11 вересня 2018 у Wayback Machine.] | i, ii, iii, iv, vi |
| 2 |            | Ватикан (італ. Città del Vaticano) | Ватикан                   | —               | 1984                   | 286 [Архівовано 11 липня 2017 у Wayback Machine.]  | i, ii, iv, vi      |